# Mantos Blancos
Mantos Blancos är en gruva i Chile.   Den ligger i provinsen Provincia de Antofagasta och regionen Región de Antofagasta, i den norra delen av landet, 1 100 km norr om huvudstaden Santiago de Chile. Mantos Blancos ligger 1 015 meter över havet.
Terrängen runt Mantos Blancos är kuperad. Runt Mantos Blancos är det glesbefolkat, med 12 invånare per kvadratkilometer.. Det finns inga samhällen i närheten.
Trakten runt Mantos Blancos är ofruktbar med lite eller ingen växtlighet.